# Sar Kām
Sar Kām (persiska: سر كام) är en ort i Iran.   Den ligger i provinsen Mazandaran, i den norra delen av landet, 180 km öster om huvudstaden Teheran. Sar Kām ligger 773 meter över havet och antalet invånare är 142.
Terrängen runt Sar Kām är huvudsakligen kuperad, men söderut är den bergig. Runt Sar Kām är det ganska tätbefolkat, med 111 invånare per kvadratkilometer. Närmaste större samhälle är Kīāsar, 17,1 km öster om Sar Kām. I omgivningarna runt Sar Kām växer i huvudsak blandskog.